# Rikard Žic
Rikard Žic (Zaječar, 9. svibnja 1928. – Rijeka, 9. ožujka 2000.) hrvatski slikar.

## Životopis
Zbog učiteljskog posla oca Ive Žica-Klačića, rodio se na istoku Srbije. Dobio je ime po pjesniku Rikardu Kataliniću-Jeretovu, dobrom očevom prijatelju. U Rijeci je dovršio gimnaziju 1947. godine. Završio je šest semestara na studiju brodogradnje pri Tehničkom fakultetu u Zagrebu, no onda se nešto prelomilo u njemu. 	
Započeo je redovito dolaziti na okupljanja likovne sekcije akademskog slikara Frana Šimunovića 1950. godine i tako upoznao slikare Ivu Kalinu, Edu Murtića i Ferdinanda Kulmera. Godine 1951. – 1952. pohađao je Likovnu sekciju Pavao Markovac, koju je vodio profesor Zorman, a koja je bila neka vrsta pripreme za Likovnu akademiju. Upisao je prvo redovni studij povijesti, a 1952. godine redovno i Likovnu akademiju. Prve tri godine bio je u klasi profesora Vjekoslava Paraća, a četvrtu i petu u klasi Otona Postružnika, kod kojeg je 1957. godine i diplomirao. Uspio je diplomirati i studij povijesti, no nezavisno od velike strasti za političke i povijesne rasprave, nikad nije objavio niti jedan članak vezan uz to područje.
Službovao je u osnovnim školama u Lici, potom na Sušačkoj gimnaziji. Od jeseni 1960. godine zaposlen je kao kustos i direktor Pomorskog i povijesnog muzeja u Rijeci i na toj dužnosti ostao je do 1976. godine.
U prvom razdoblju blisko je surađivao s Vatroslavom Cihlarom, dobrim poznavateljem pomorstva, esejistom i povjesničarom, te čovjekom nevjerojatne biografije, prepune dramatičnih epizoda. Potom je uspješno surađivao s arheologinjom Radmilom Matejčić, kolegicom u muzeju, te Ivom Perčić, dugogodišnjom ravnateljicom Regionalnog zavoda za zaštitu spomenika kulture. 
Godine 1966. Rikard Žic je uz uglednog i politički vrlo utjecajnog Vinka Antića, direktora Naučne biblioteke, te Žarka Benkovića, Ljubu Pavešića i Kazimira Urema u uredništvu Riječke revije, koju je tada izdavala Matica hrvatska. U Riječkoj reviji, koja je izlazila od 1952. do 1974. godine, Rikard Žic objavio je nekoliko tekstova od kojih se mogu spomenuti: Muzeji u Rijeci i oko njih (br. 1 za 1966.), Dr. Iva Perčić (br. 5 za 1966.) i jedan vrlo sporan koji mu je donio puno problema, nezavisno od neobičnog naslova - O kritici, klipobalistici i još koječemu (br. 4-5 za 1968.).
Godine 1975. bio je prvi predsjednik samostalnog Hrvatskog društva likovnih umjetnika Rijeka, a od 1976. god. bio je i prvi tajnik društva. U mirovinu je otišao 1980. godine.
Izlagao je na desetak samostalnih izložbi: Rijeka, Rab, Crikvenica, Umag, Punat, Bakar, a retrospektivnu mu je organizirao Muzej grada Rijeke 1997. godine i na njoj je bio predstavljen sa stotinjak radova, od više od dvije tisuće ulja na platnu koliko ih je ukupno naslikao. Skupno je izlagao u Puli, Rijeci, Rimu, Subotici, Senti, Zrenjaninu, Banjaluci, Osijeku, Vukovaru, Beogradu, Somboru, Opatiji, Rostocku, Nišu, Crikvenici, Krku, Dubrovniku, Jalti…	
Otok Krk odužio mu se lijepom postumnom izložbom postavljenom na tri lokacije: u Galeriji Decumanus u Krku, u Galeriji Toš u Puntu, te u Izložbenom prostoru Turističke zajednice općine Baška, tijekom ljetnih mjeseci 2001. godine.

## Vanjske poveznice
- Rikard Žic  Arhivirana inačica izvorne stranice od 11. veljače 2013. (Wayback Machine)